# Davey Bickford
Pour les articles homonymes, voir Bickford.
 (novembre 2017).
Davey Bickford est une société française spécialisée dans l’initiation pyrotechnique (détonateurs et matériels explosifs, systèmes de tirs, services), principalement pour les industries des mines, des carrières et des travaux publics.
Elle fabrique et distribue des détonateurs électroniques de haute technologie, des détonateurs conventionnels (électrique et non-électrique) et d’autres produits pyrotechniques de spécialité (défense, divertissements, etc.).
Elle est nommée d'après William Bickford, inventeur de la mèche Bickford.
Davey Bickford Group est présidé par Esteban Fisher.

## Implantation en France
Le siège de Davey Bickford est dans l'Yonne, installé au nord de la commune d'Héry à 15 km au nord d'Auxerre et à proximité de l'entrée 19 "Auxerre - Nord" de l'autoroute A6 à Gurgy (12,5 km au sud-ouest). La N77 Auxerre – Troyes passe à 7 km à l'est sur Pontigny et à 8,9 km au sud sur Monéteau. La N6 passe à 6,5 km à Appoigny.

## Histoire
- 1831 : Davey Bickford est fondée par William Bickford, avec l’invention du fusible Bickford
- 1906 : Invention du cordeau Bickford
- 1920 : Détonateur électrique[3]
- 1975 : Diversification défense et produits spéciaux
- 1985 : Diversification Sécurité Automobile Passive (coussins gonflables de sécurité (« airbags ») et prétensionneurs de ceinture)
- 1998 : Détonateur électronique Daveytronic
- 2004 : Nouvelle génération de cordeaux détonants non-électriques
- 2005 : Daveytronic II
- 2007 : Daveytronic III
- 2008 : Daveytronic Blasting Software D2D
- 2009 : Daveytronic Remote Blaster
- 2011 : Daveytronic IV
- 2012 : Daveytronic Multiblast
- 2014 : Lancement projet EPEE
- 2015 : Lancement étude Daveytronic 5

## Données chiffrées
En 2016, elle est la 5e entreprise exportatrice de l'Yonne. 
Davey Bickford est classée dans les 20 premières entreprises de l'Yonne. Elle réalise aujourd’hui 67,39 millions d'euros de chiffres d'affaires. 
Au 1er novembre 2017, l'entreprise emploie 500 salariés sur le site d'Héry et environ 650 dans le monde. 
Elle fait partie des 13 entreprises de l'Yonne classées site Seveso dont cinq classées site Seveso seuil haut.

## Plan de sauvegarde
Du fait de ses activités, l'entreprise est susceptible de créer des risques et des dangers vis-à-vis du code de l’environnement. Le site d’Héry est à ce titre classé Seveso seuil haut soit le plus haut niveau de risque industriel en France. 
Le document d'information sur les risques majeurs (DICRIM) a été publié pour la première fois à Héry dans le bulletin municipal de janvier 2009. 
Le Plan de Prévention des Risques Technologiques (PPRT) y a été approuvé le 17 février 2012,,. 
La zone concernée par le PPRT décrit des cercles concentriques dont le plus étendu (« risque faible ») a un rayon d'environ 750 m autour de l'usine.